# Hoa hậu Quốc tế
Hoa hậu Quốc tế (tiếng Anh: Miss International), tên chính thức: Cuộc thi Sắc đẹp Quốc tế (The International Beauty Pageant), là một cuộc thi sắc đẹp quốc tế. Cùng với Hoa hậu Hoàn vũ, Hoa hậu Thế giới và Hoa hậu Trái Đất là 4 cuộc thi sắc đẹp lớn nhất thế giới, gọi chung là Tứ đại Hoa hậu. Cuộc thi này được tổ chức đầu tiên tại Long Beach, California, Hoa Kỳ vào năm 1960 sau khi cuộc thi Hoa hậu Hoàn vũ rời khỏi Miami Beach, Florida. Cuộc thi được tổ chức tại Long Beach cho đến năm 1967 thì được Nhật Bản mua lại và tổ chức ở đây từ năm 1968 đến 1970. Năm 1971 và 1972 cuộc thi được tổ chức tại Long Beach một lần nữa và sau đó diễn ra thường niên tại Nhật Bản. 
Tại cuộc thi, các thí sinh không chỉ được chấm dựa trên nhan sắc của họ, mà còn dựa trên lòng nhân từ, tính hữu nghị, sự thanh lịch, trí tuệ, khả năng chủ động, và quan trọng nhất là sự nhạy cảm về các vấn đề thế giới. Tiêu chí lớn nhất của cuộc thi này là đẩy mạnh hòa bình thế giới, thiện chí, và tầm hiểu biết.
Đương kim Hoa hậu Quốc tế là Huỳnh Thị Thanh Thủy đến từ Việt Nam. 
Trong lịch sử, cuộc thi đã ba lần phải hoãn tổ chức trong các năm 1966, 2020 và 2021 vì nhiều lý do khác nhau.

## Tổ chức khác cùng tên
Không nên lẫn lộn cuộc thi hoa hậu này với một cuộc thi hoa hậu khác cùng tên gọi do Hoa Kỳ sáng lập. Cuộc thi này được sáng lập vào năm 1986 ban đầu dành cho những người phụ nữ đã lập gia đình, nhưng sau đó thêm hai phần thi với tên gọi "Hoa hậu Quốc tế" và "Hoa hậu Thiếu niên Quốc tế". Giữa hai tổ chức cũng như hai cuộc thi này không hề có sự quan hệ ràng buộc nào với nhau.

## Các Hoa hậu Quốc tế gần đây
| Năm       | Quốc gia                              | Hoa hậu Quốc tế                       | Tổ chức                               |
| --------- | ------------------------------------- | ------------------------------------- | ------------------------------------- |
| 2024      | Việt Nam                              | Huỳnh Thị Thanh Thủy                  | Tokyo, Nhật Bản                       |
| 2023      | Venezuela                             | Andrea Rubio                          | Tokyo, Nhật Bản                       |
| 2022      | Đức                                   | Jasmin Selberg                        | Yokohama, Nhật Bản                    |
| 2020–2021 | Cuộc thi bị hoãn do Đại dịch COVID-19 | Cuộc thi bị hoãn do Đại dịch COVID-19 | Cuộc thi bị hoãn do Đại dịch COVID-19 |
| 2019      | Thái Lan                              | Sireethorn Leearamwat                 | Tokyo, Nhật Bản                       |
| 2018      | Venezuela                             | Mariem Claret Velazco                 | Tokyo, Nhật Bản                       |
| 2017      | Indonesia                             | Kevin Lilliana                        | Tokyo, Nhật Bản                       |
| 2016      | Philippines                           | Kylie Verzosa                         | Tokyo, Nhật Bản                       |
| 2015      | Venezuela                             | Edymar Martínez                       | Tokyo, Nhật Bản                       |
| 2014      | Puerto Rico                           | Valerie Hernandez                     | Tokyo, Nhật Bản                       |

### Số lần các quốc gia chiến thắng
| Quốc gia/Lãnh thổ | Số lần | Năm                                                  |
| ----------------- | ------ | ---------------------------------------------------- |
| Venezuela         | 9      | 1985, 1997, 2000, 2003, 2006, 2010, 2015, 2018, 2023 |
| Philippines       | 6      | 1964, 1970, 1979, 2005, 2013, 2016                   |
| Đức               | 3      | 1965, 1989, 2022                                     |
| Tây Ban Nha       | 3      | 1977, 1990, 2008                                     |
| Colombia          | 3      | 1960, 1999, 2004                                     |
| Ba Lan            | 3      | 1991, 1993, 2001                                     |
| Úc                | 3      | 1962, 1981, 1992                                     |
| Hoa Kỳ            | 3      | 1974, 1978, 1982                                     |
| Puerto Rico       | 2      | 1987, 2014                                           |
| Mexico            | 2      | 2007, 2009                                           |
| Na Uy             | 2      | 1988, 1995                                           |
| Costa Rica        | 2      | 1980, 1983                                           |
| Anh Quốc          | 2      | 1969, 1972                                           |
| Việt Nam          | 1      | 2024                                                 |
| Thái Lan          | 1      | 2019                                                 |
| Indonesia         | 1      | 2017                                                 |
| Nhật Bản          | 1      | 2012                                                 |
| Ecuador           | 1      | 2011                                                 |
| Liban             | 1      | 2002                                                 |
| Panamá            | 1      | 1998                                                 |
| Bồ Đào Nha        | 1      | 1996                                                 |
| Hy Lạp            | 1      | 1994                                                 |
| Anh               | 1      | 1986                                                 |
| Guatemala         | 1      | 1984                                                 |
| Pháp              | 1      | 1976                                                 |
| Nam Tư            | 1      | 1975                                                 |
| Phần Lan          | 1      | 1973                                                 |
| New Zealand       | 1      | 1971                                                 |
| Brazil            | 1      | 1968                                                 |
| Argentina         | 1      | 1967                                                 |
| Iceland           | 1      | 1963                                                 |
| Hà Lan            | 1      | 1961                                                 |

### Bộ sưu tập ảnh các Hoa hậu

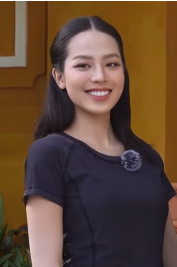
Hoa hậu Quốc tế 2024 Huỳnh Thị Thanh Thủy, Việt Nam
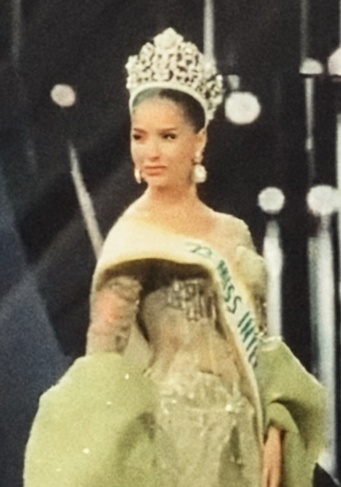
Hoa hậu Quốc tế 2023 Andrea Rubio, Venezuela
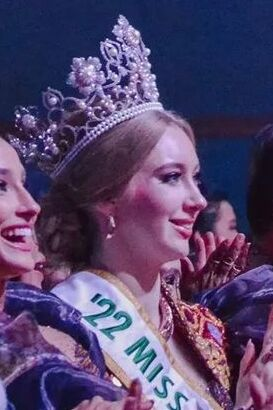
Hoa hậu Quốc tế 2022 Jasmin Selberg, Đức
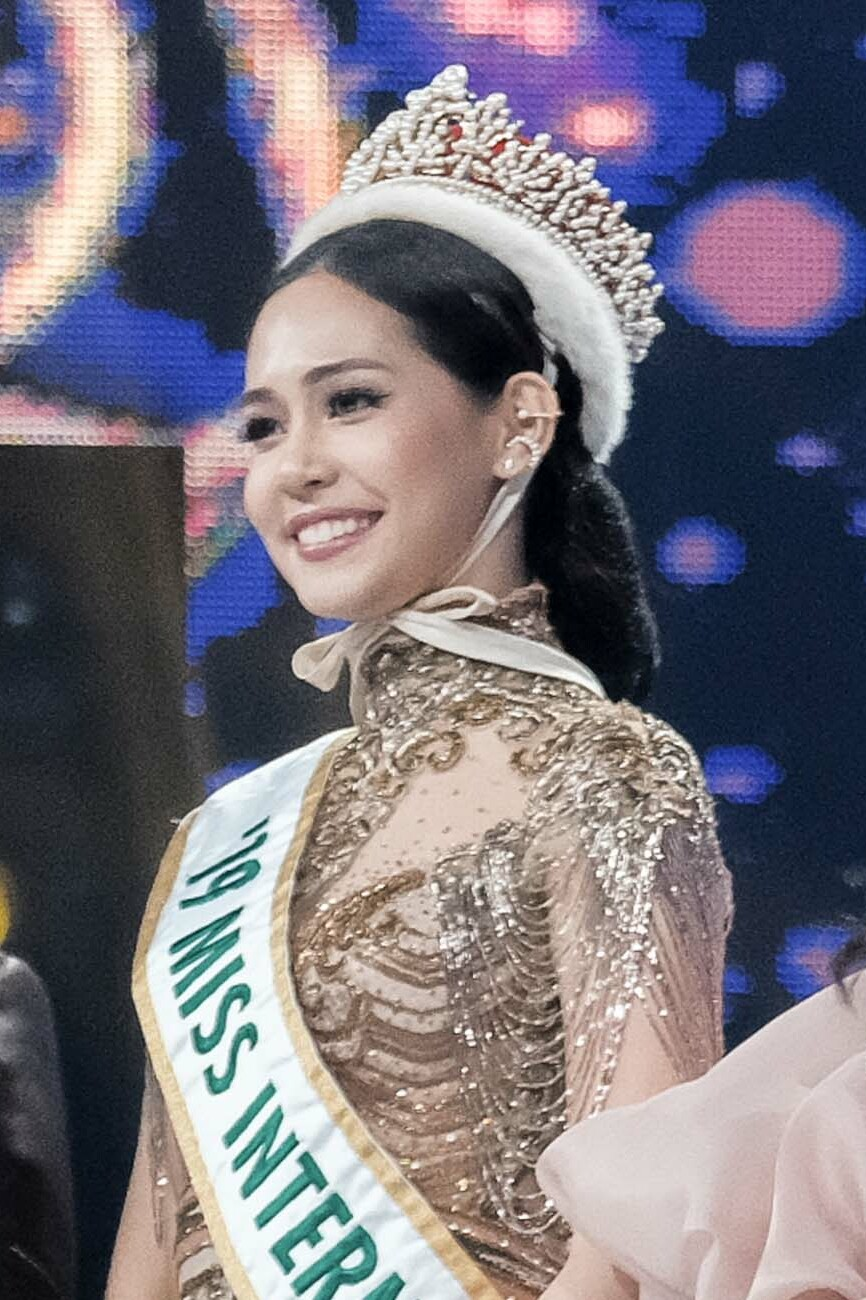
Hoa hậu Quốc tế 2019 Sireethorn Leearamwat, Thái Lan
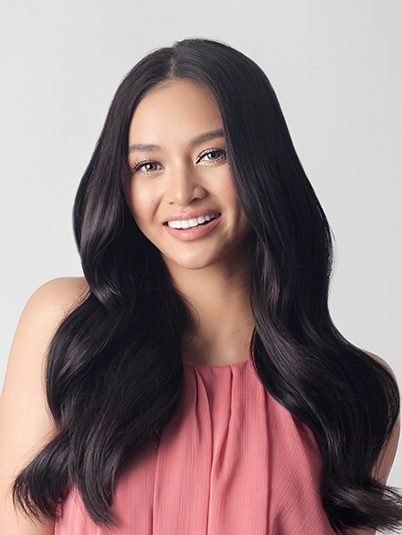
Hoa hậu Quốc tế 2016 Kylie Verzosa Philippines
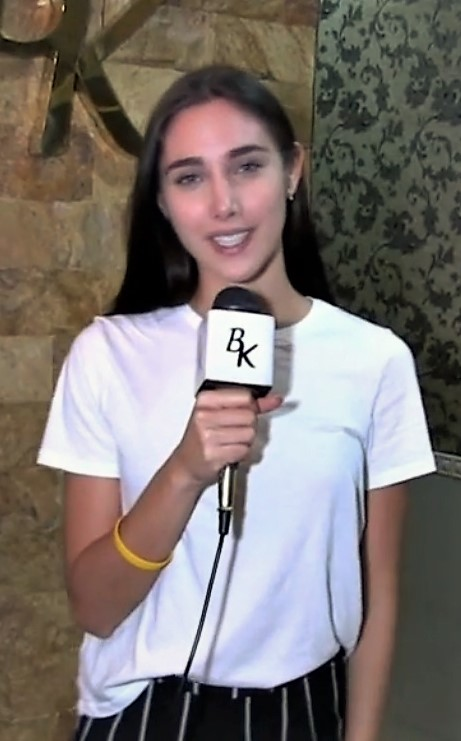
Hoa hậu Quốc tế 2015 Edymar Martinez, Venezuela
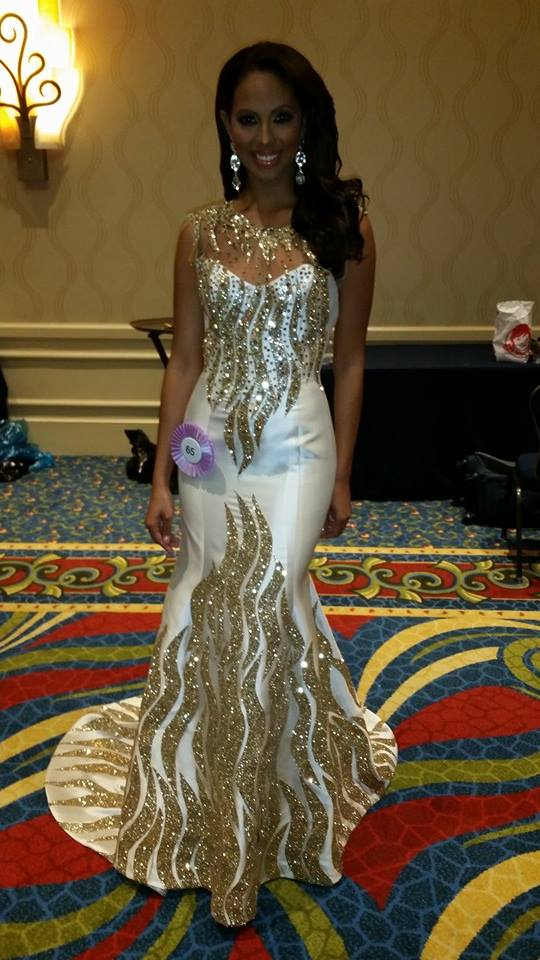
Hoa hậu Quốc tế 2014 Valerie Hernandez, Puerto Rico
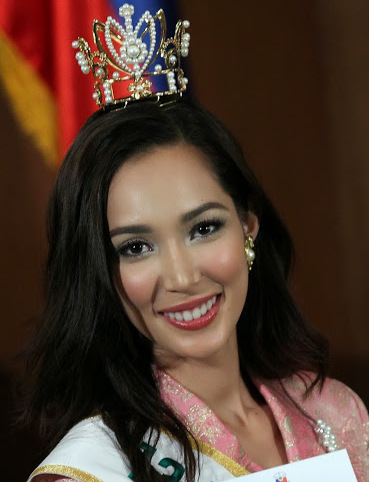
Hoa hậu Quốc tế 2013 Bea Santiago, Philippines
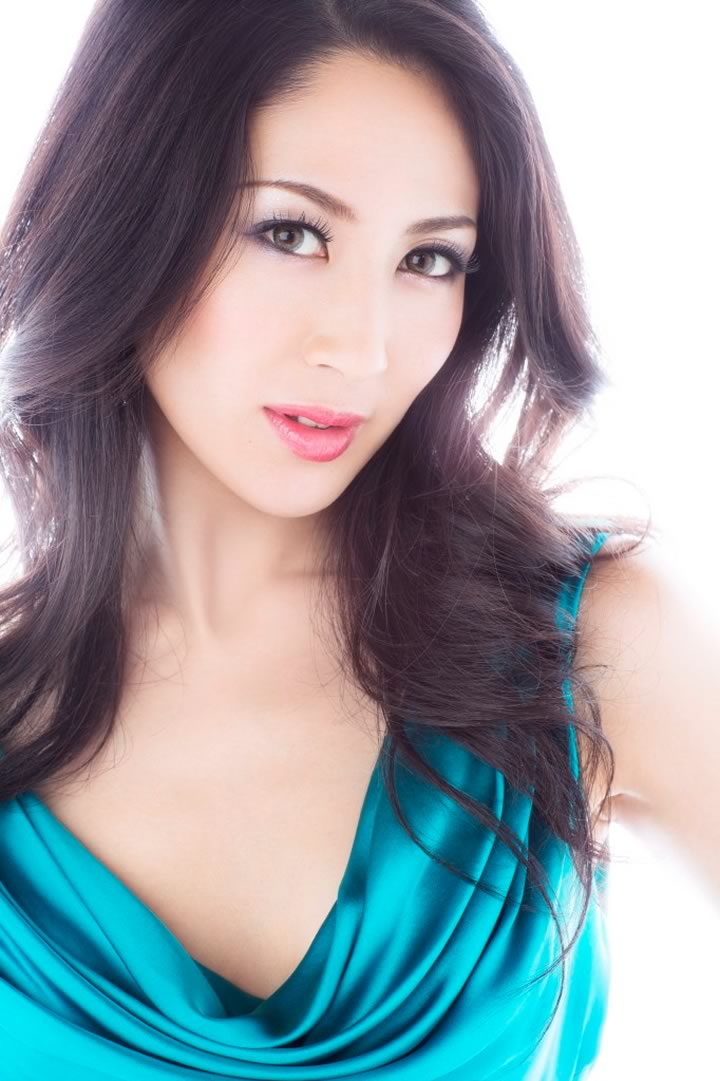
Hoa hậu Quốc tế 2012 Ikumi Yoshimatsu, Nhật Bản
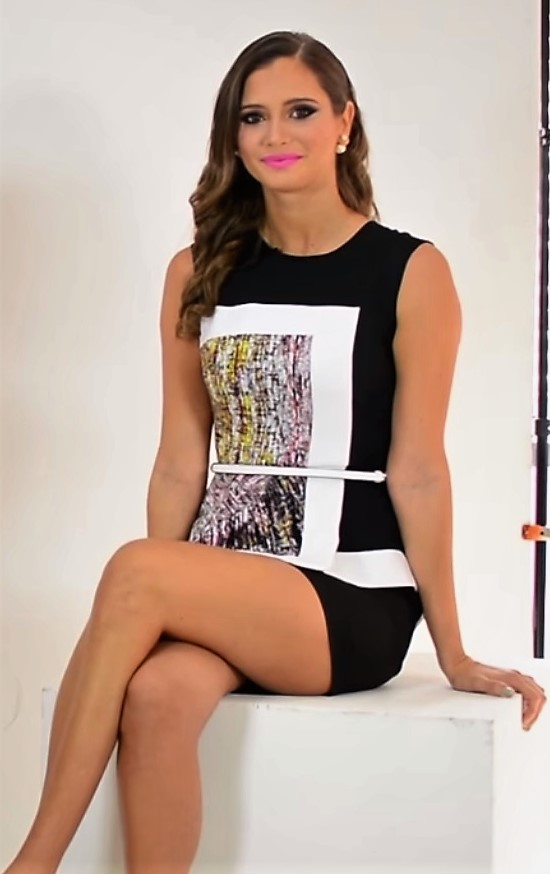
Hoa hậu Quốc tế 2011 Fernanda Cornejo, Ecuador
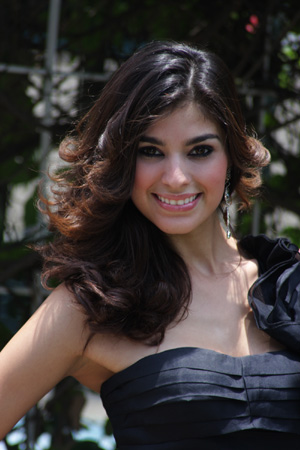
Hoa hậu Quốc tế 2009 Anagabriela Espinoza, Mexico
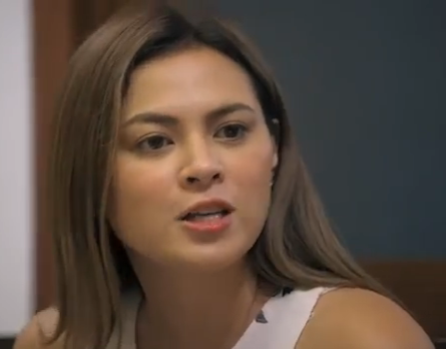
Hoa hậu Quốc tế 2005 Lara Quigaman, Philippines
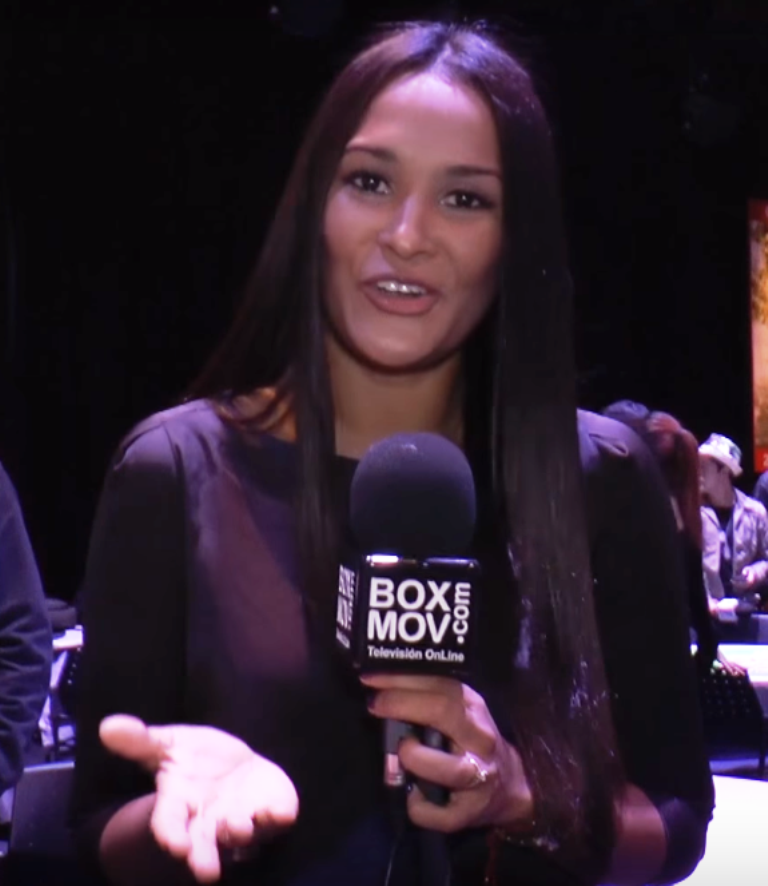
Hoa hậu Quốc tế 2004 Jeymmy Vargas, Colombia
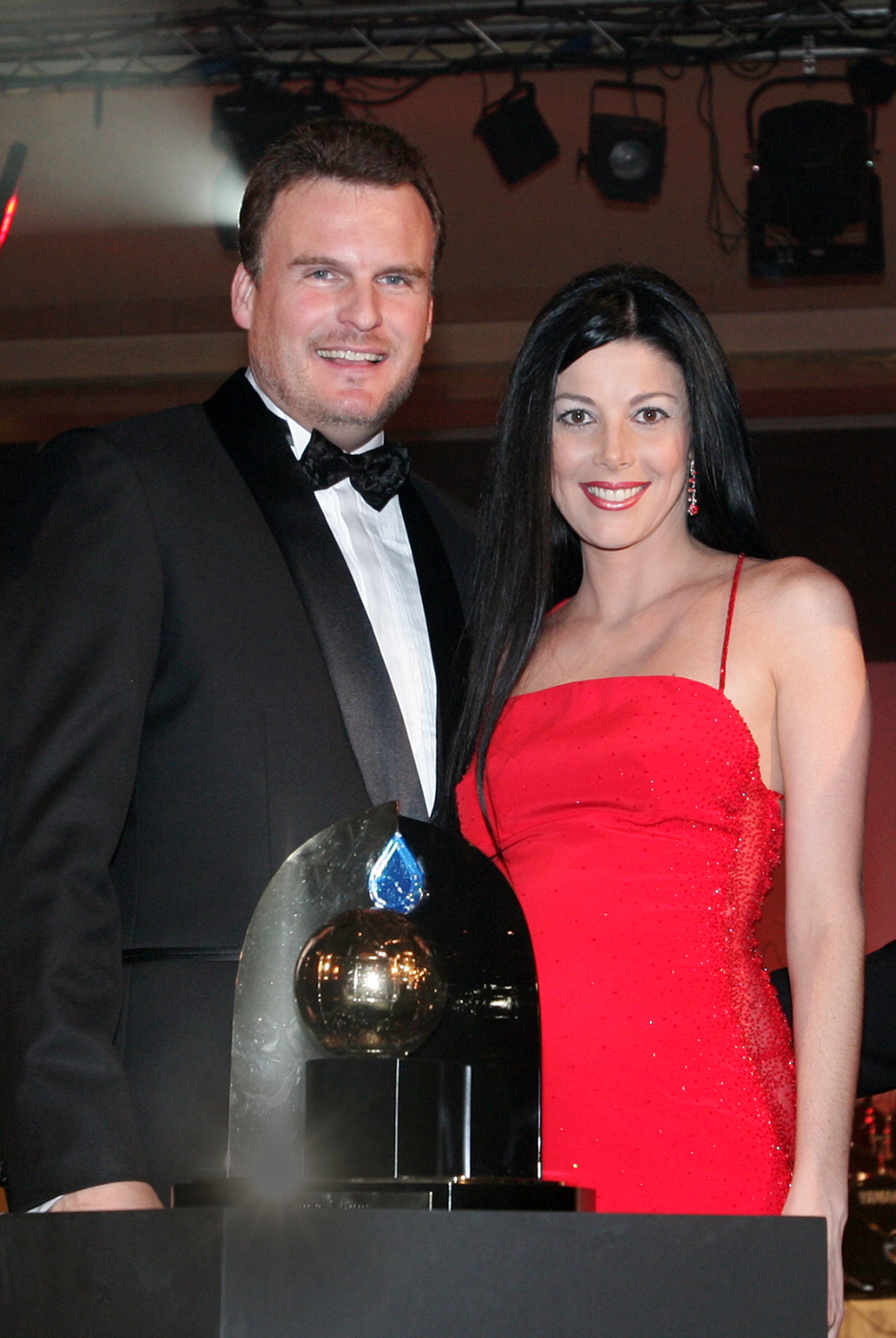
Hoa hậu Quốc tế 1996 Fernanda Alves, Bồ Đào Nha
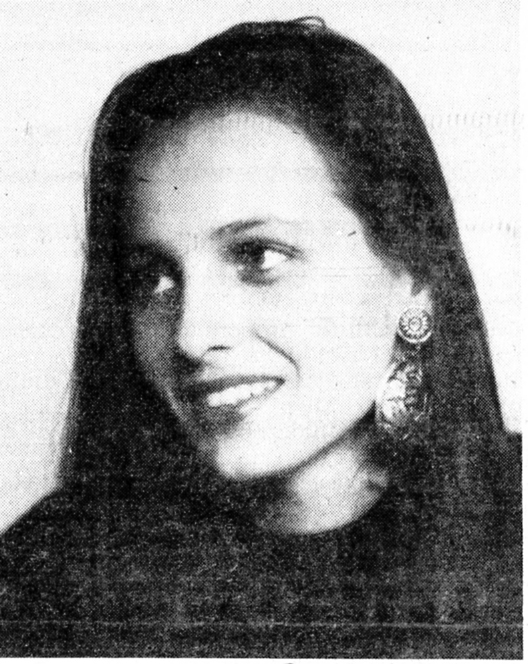
Hoa hậu Quốc tế 1991 Agnieszka Kotlarska, Ba Lan
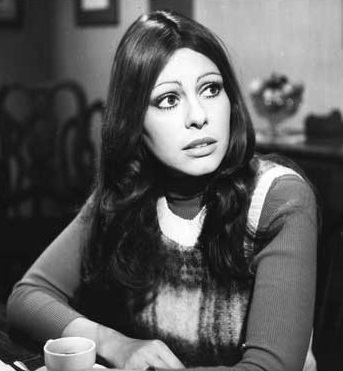
Hoa hậu Quốc tế 1967 Mirta Massa, Argentina
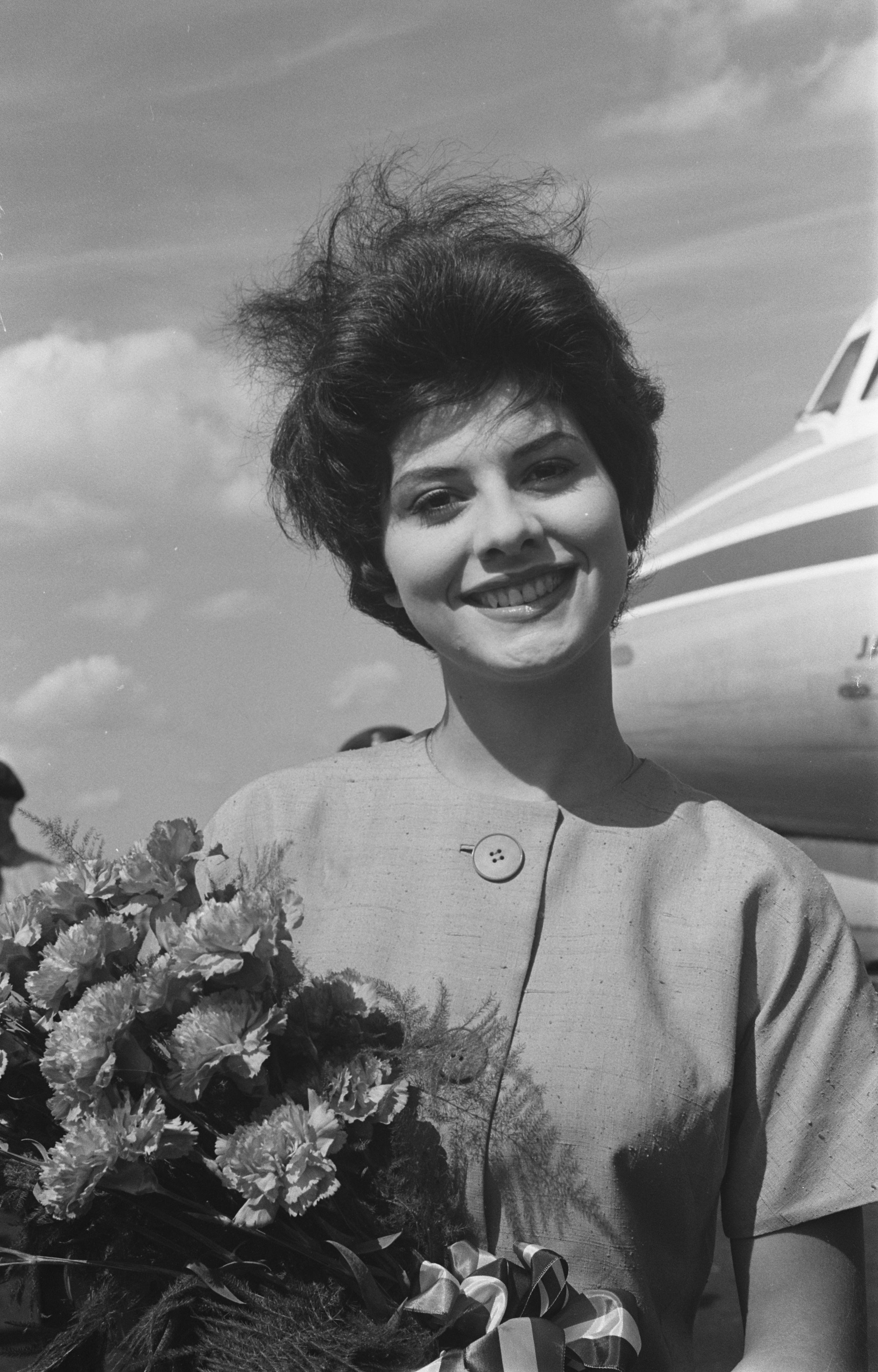
Hoa hậu Quốc tế 1961 Stanny van Baer, Hà Lan

## Danh sách đại diện Việt Nam
Chú thích
- Chiến thắng
- Á hậu
- Lọt vào chung kết hoặc bán kết

| Năm       | Nơi tổ chức                                 | Đại diện                                    | Tuổi                                        | Chiều cao                                   | Quê quán                                    | Danh hiệu quốc gia                          | Thứ hạng                                    | Giải thưởng phụ                                                    |
| --------- | ------------------------------------------- | ------------------------------------------- | ------------------------------------------- | ------------------------------------------- | ------------------------------------------- | ------------------------------------------- | ------------------------------------------- | ------------------------------------------------------------------ |
| 1995      | Nhật Bản                                    | Trương Quỳnh Mai                            | 21                                          | 1,70 m (5 ft 7 in)                          | Hà Nội                                      | Không                                       | Top 15                                      | Trang phục truyền thống đẹp nhất                                   |
| 1996      | Nhật Bản                                    | Phạm Anh Phương                             | 18                                          | 1,71 m (5 ft 7+1⁄2 in)                      | Hà Nội                                      | Á khôi Noel 1996                            | Không đạt giải                              | Không                                                              |
| 2003      | Nhật Bản                                    | Lê Minh Phượng                              | 18                                          | 1,73 m (5 ft 8 in)                          | Hải Phòng                                   | Á hậu Phụ nữ Việt Nam qua ảnh 2003          | Không đạt giải                              | Không                                                              |
| 2006      | Trung Quốc Nhật Bản                         | Vũ Ngọc Diệp                                | 22                                          | 1,70 m (5 ft 7 in)                          | Hà Nội                                      | Hoa hậu Festival Biển Vũng Tàu 2006         | Không đạt giải                              | Không                                                              |
| 2007      | Nhật Bản                                    | Phạm Thị Thùy Dương                         | 21                                          | 1,75 m (5 ft 9 in)                          | Ninh Bình                                   | Á khôi Hà Nội 2005                          | Không đạt giải                              | Hoa hậu được bình chọn qua mạng nhiều nhất                         |
| 2008      | Nhật Bản Ma Cao Hồng Kông                   | Cao Thùy Dương                              | 21                                          | 1,72 m (5 ft 7+1⁄2 in)                      | Yên Bái                                     | Không                                       | Không đạt giải                              | Không                                                              |
| 2009      | Trung Quốc                                  | Trần Thị Quỳnh                              | 23                                          | 1,75 m (5 ft 9 in)                          | Hải Phòng                                   | Hoa hậu Thể thao Việt Nam 2007              | Không đạt giải                              | Không                                                              |
| 2010      | Trung Quốc                                  | Chung Thục Quyên                            | 23                                          | 1,72 m (5 ft 7+1⁄2 in)                      | Thành phố Hồ Chí Minh                       | Không                                       | Không đạt giải                              | Không                                                              |
| 2011      | Trung Quốc                                  | Trương Tri Trúc Diễm                        | 24                                          | 1,72 m (5 ft 7+1⁄2 in)                      | Thành phố Hồ Chí Minh                       | Á hậu Phụ nữ Việt Nam qua ảnh 2005          | Top 15                                      | Không                                                              |
| 2013      | Nhật Bản                                    | Lô Thị Hương Trâm                           | 24                                          | 1,70 m (5 ft 7 in)                          | Nghệ An                                     | Nữ hoàng Trang sức Việt Nam 2013            | Không đạt giải                              | Không                                                              |
| 2014      | Nhật Bản                                    | Đặng Thu Thảo                               | 19                                          | 1,71 m (5 ft 7+1⁄2 in)                      | Cần Thơ                                     | Hoa hậu Đại dương Việt Nam 2014             | Không đạt giải                              | Không                                                              |
| 2015      | Nhật Bản                                    | Phạm Hồng Thúy Vân                          | 22                                          | 1,72 m (5 ft 7+1⁄2 in)                      | Thành phố Hồ Chí Minh                       | Á khôi Áo dài Việt Nam 2014                 | Á hậu 3                                     | Không                                                              |
| 2016      | Nhật Bản                                    | Phạm Ngọc Phương Linh                       | 19                                          | 1,73 m (5 ft 8 in)                          | Thành phố Hồ Chí Minh                       | Á khôi Áo dài Việt Nam 2016                 | Không đạt giải                              | Đại sứ Du lịch Nhật Bản                                            |
| 2017      | Nhật Bản                                    | Huỳnh Thị Thùy Dung                         | 21                                          | 1,72 m (5 ft 7+1⁄2 in)                      | Thành phố Hồ Chí Minh                       | Á hậu Việt Nam 2016                         | Không đạt giải                              | Đại sứ Du lịch Nhật Bản                                            |
| 2018      | Nhật Bản                                    | Nguyễn Thúc Thùy Tiên                       | 20                                          | 1,70 m (5 ft 7 in)                          | Thành phố Hồ Chí Minh                       | Á khôi Nam Bộ 2017                          | Không đạt giải                              | Không                                                              |
| 2019      | Nhật Bản                                    | Nguyễn Tường San                            | 19                                          | 1,71 m (5 ft 7+1⁄2 in)                      | Hà Nội                                      | Á hậu Thế giới Việt Nam 2019                | Top 8                                       | Trang phục truyền thống đẹp nhất Top 10 Trang phục dạ hội đẹp nhất |
| 2020–2021 | Cuộc thi không tổ chức do Đại dịch COVID-19 | Cuộc thi không tổ chức do Đại dịch COVID-19 | Cuộc thi không tổ chức do Đại dịch COVID-19 | Cuộc thi không tổ chức do Đại dịch COVID-19 | Cuộc thi không tổ chức do Đại dịch COVID-19 | Cuộc thi không tổ chức do Đại dịch COVID-19 | Cuộc thi không tổ chức do Đại dịch COVID-19 | Cuộc thi không tổ chức do Đại dịch COVID-19                        |
| 2022      | Nhật Bản                                    | Phạm Ngọc Phương Anh                        | 24                                          | 1,77 m (5 ft 9+1⁄2 in)                      | Thành phố Hồ Chí Minh                       | Á hậu Việt Nam 2020                         | Không đạt giải                              | Không                                                              |
| 2023      | Nhật Bản                                    | Nguyễn Phương Nhi                           | 21                                          | 1,70 m (5 ft 7 in)                          | Thanh Hóa                                   | Á hậu Thế giới Việt Nam 2022                | Top 15                                      | People's Choice Award                                              |
| 2024      | Nhật Bản                                    | Huỳnh Thị Thanh Thủy                        | 22                                          | 1,75 m (5 ft 9 in)                          | Đà Nẵng                                     | Hoa hậu Việt Nam 2022                       | Hoa hậu                                     | Top 12 Miss Fitness Award                                          |
| 2025      | Nhật Bản                                    | Nguyễn Ngọc Kiều Duy                        | 22                                          | 1,67 m (5 ft 5+1⁄2 in)                      | Vĩnh Long                                   | Hoa hậu Quốc gia Việt Nam 2024              |                                             |                                                                    |